# Sinwŏn-gun
Sinwŏn-gun (koreanska: 신원군) är en kommun i Nordkorea.   Den ligger i provinsen Södra Hwanghae, i den sydvästra delen av landet, 100 km söder om huvudstaden Pyongyang.